# 马扎诺
马扎诺（義大利語：Mazzano），是意大利布雷西亚省的一个市镇。总面积15.7平方公里，人口11486人，人口密度731.6人/平方公里（2009年）。国家统计（ISTAT）代码为017107。

## 友好城市
- 法國圣日耳曼代福塞